# Giovanni Roncagli

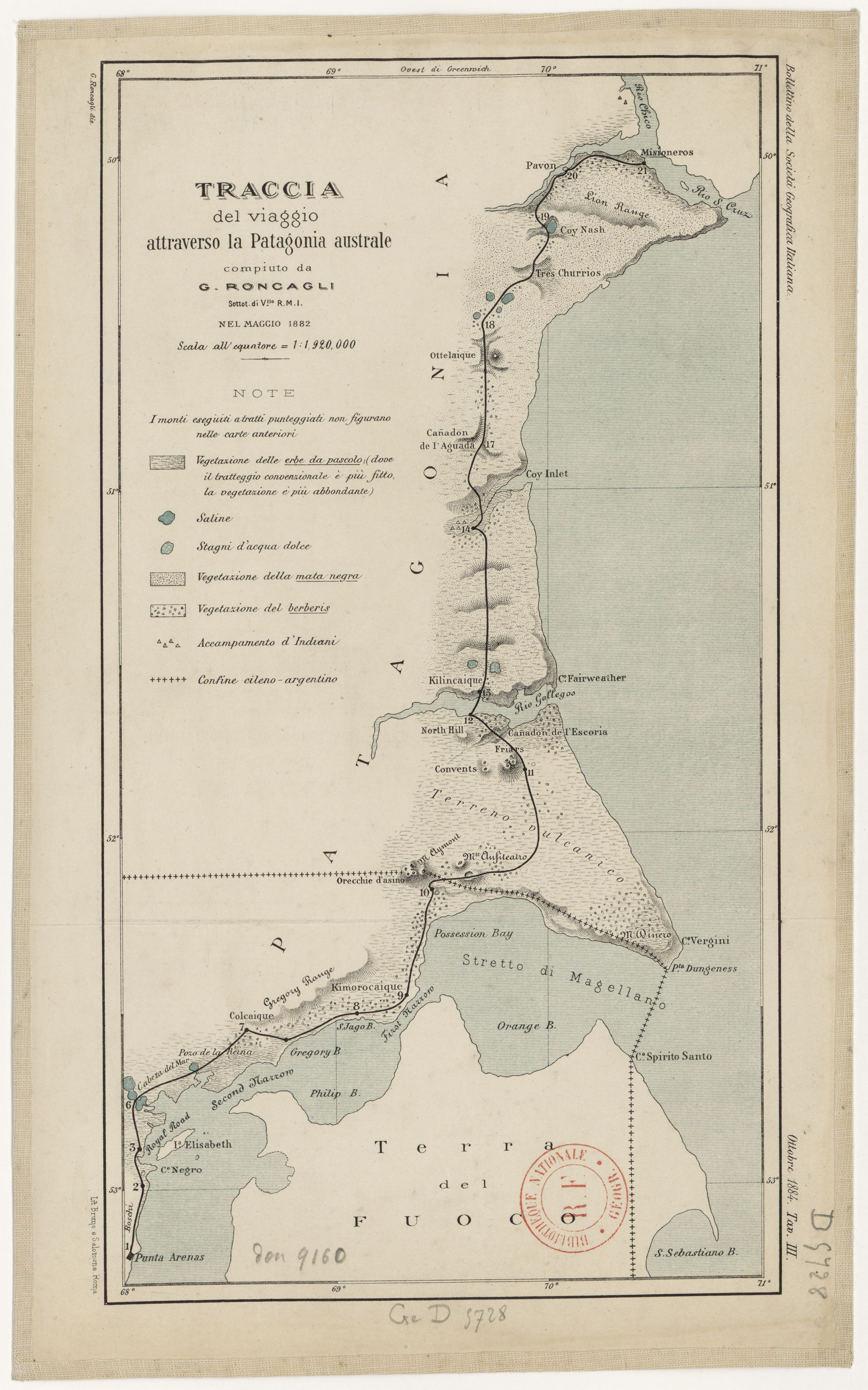
Trazado del viaje por la Patagonia austral realizado por Giovanni Roncagli en mayo de 1882.

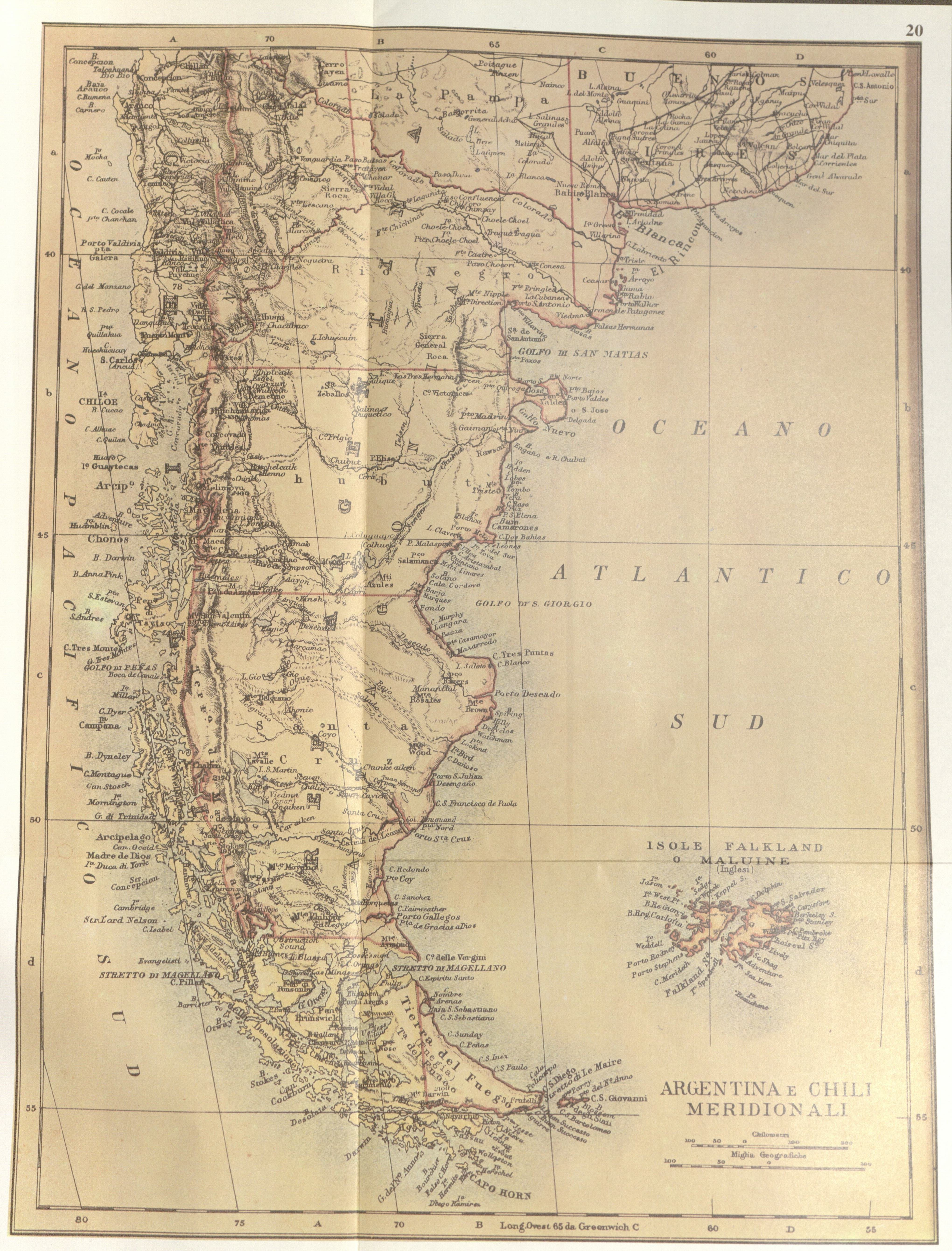
Mapa de la Patagonia incluido en Atlante mondiale Hoepli di Geografia moderna fisica e politica.

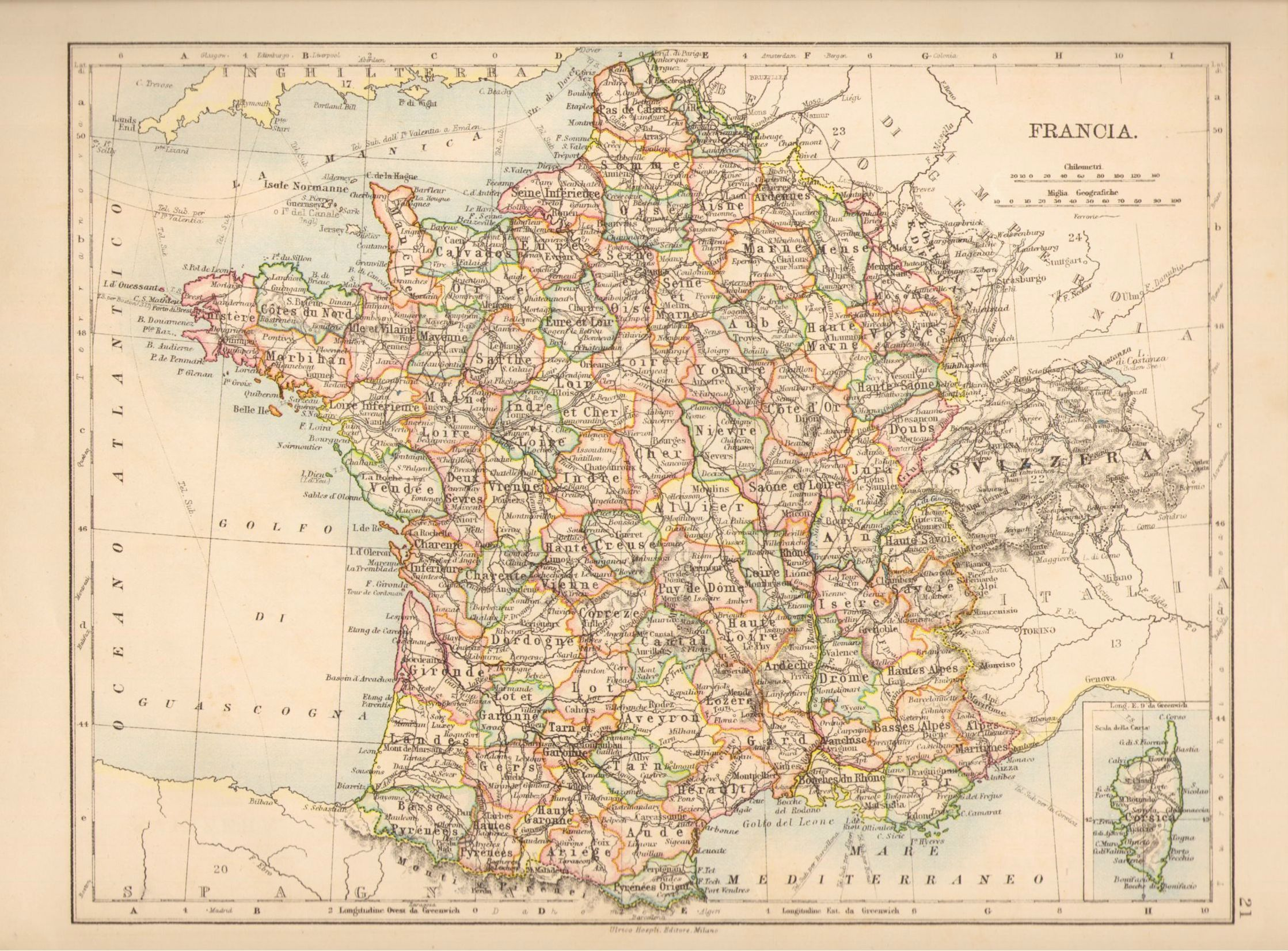
Mapa de Francia incluido en Atlante mondiale Hoepli di Geografia moderna fisica e politica.

Giovanni Roncagli (Bolonia, 24 de febrero de 1857-1929) fue un oficial naval, hidrógrafo, cartógrafo, ilustrador y fotógrafo italiano.
Se alistó en la marina en 1875 asistiendo a la Real Accademia di Marina di Napoli. En su biografía, Vita di mare (Vida de mar), habla de su carrera inicial, en un momento en que los barcos de vela eran reemplazados lentamente por los de vapor. Roncagli fue el hidrógrafo de la expedición italiana para explorar la Patagonia y Tierra del Fuego de 1881-1882, liderada por Giacomo Bove y con un equipo científico conformado por el ictiólogo Decio Vinciguerra, el botánico Carlos Luis Spegazzini y el geólogo Domenico Lovisato.
Fue capitán de la marina, experto en geografía comercial, miembro de la Liga Naval Italiana y secretario general de la Sociedad Geográfica Italiana desde 1897 hasta la Primera Guerra Mundial.
También fue director de la sección histórica de la Marina y pionero en la topografía aeronáutica en Italia, que fue de gran importancia en la Primera Guerra Mundial. En 1913 se presentó al Décimo Congreso Geográfico Internacional en Roma, en el que habló sobre la necesidad de un mapa aeronáutico internacional.

## Publicaciones
- Roncagli, Giovanni (1894). «Studio preliminare per una Stazione Geografica Italiana nelle regioni polari antartiche». Atti del primo congresso geographico italiano tenuto in Genova dal 18 al 25 settembre 1892 (en italiano): 129-148. Consultado el 7 de mayo de 2023.
- ————————. «Informe X: De Punta Arenas a Santa Cruz». Expedición Austral Argentina: Informes preliminares: 134-160. Consultado el 7 de mayo de 2023.
- ———————— (1899). Atlante mondiale Hoepli di Geografia moderna fisica e politica - 80 carte - Con indice generale completo e speciale per il sistema alpino ed una introduzione storica (en italiano). Milán: Hoepli Ulrico.
- ———————— (1900). L'Italia in casa e fuori... carte e cartine... con indice completo dei nomi e brevi note geografico-statistiche (en italiano). Milán: Hoepli Ulrico.
- ———————— (1900). Il dominio del mare dal punto di vista italiano (en italiano). Roma: Ceccherini.
- ———————— (1901). Il valore strategico del carbone (en italiano). Roma: Cecchini.
- ———————— (1906). Responsabilità Marittime. Riflessioni ed osservazioni a proposito del naufragio del piroscafo "Sirio" della Navigazione generale italiana (en italiano). Roma: Bocca.
- ———————— (1911). Vita di mare (en italiano). Milán: Hoepli Ulrico.
- ———————— (1911). L’Industria dei trasporti marittimi (en italiano). Roma: Tip. della R. Accademia dei Lincei.
- ———————— (1913). Per la cartografia aereonautica. (en italiano). Roma: Presso La Reale Società Geographica.
- ———————— (1917). Circa la scoperta dell’isola di Clipperton (Oceano Pacifico, zona equatoriale nord-orientale) (en italiano). Roma: Reale Società Geografica Italiana.
- ———————— (1918). Guerra italo-turca, 1911-1912: cronistoria delle operazioni navali (en italiano). Roma: Ministero della marina.
- ———————— (1918). Dalle origini al decreto di sovranità su la Libia (en italiano). Hoepli.
- ———————— (1918). Il problema militare dell'Adriatico spiegato a tutti (en italiano). Roma: Reale societa geografica italiana.
- ———————— (1920). Per l'italianità dell'Alto Adige: la questione dei nomi locali (en italiano). Roma: Armani.
- ———————— (1922). Un condottiero, il generale Cadorna nelle sue memorie di guerra e negli atti della Commissione d'inchiesta (en italiano). Roma: La Vita italiana.
- ———————— (1926). La prima traversata aerea dell’Artide (en italiano). Roma: Reale società geografica italiana.